# 基安盧基·當拿隆馬
基安盧基·當拿隆馬（義大利語：Gianluigi Donnarumma，1999年2月25日—），是一名意大利職業足球員，司職守門員。他也代表意大利国家足球队參加國際比賽。
他的哥哥是現在效力于意大利足球丙级联赛帕多瓦足球俱樂部的安東尼奧·多納魯馬。

## 俱乐部生涯

### 早年
多纳鲁马生于義大利南部坎帕尼亞大區那不勒斯省的斯塔比亞海堡。他的哥哥安東尼奧·當拿隆馬出生于1990年，也是一位足球守门员，2008年加盟AC米蘭，但没有在米兰获得出场机会，后来转会去了熱那亞足球俱樂部。年少时，多纳鲁马进入斯塔比亞海堡当地一家名为纳波利（Club Napoli）的少年足球学校学习。守门员教练、原阿斯科利队守门员埃尔内斯托·费拉罗（Ernesto Ferraro）发现了多纳鲁马的天赋。费拉罗曾帮助斯塔比亞海堡当地球员安东尼奥·米兰特、詹纳罗·耶佐加盟意甲球队，他后来帮助多纳鲁马与AC米兰签约。

### AC米兰
2013年4月，多纳鲁马签约加盟意甲AC米兰足球俱乐部。虽然这时他只有14岁，但是他的身高已经达到了1.93米。多纳鲁马的父亲阿方索（Alfonso Donnarumma）说，当时尤文图斯和国际米兰等队也对多纳鲁马很感兴趣，不过多纳鲁马最终选择了AC米兰，米兰俱乐部为此花了大约25万欧元的转会费。
2014至2015赛季，多纳鲁马参加了意大利青年足球联赛、意大利青年杯等青年比赛。2015年2月起，时任米兰主教练菲利普·因扎吉多次将他列入球队意甲比赛的大名单，多纳鲁马因此几次坐上意甲比赛的替补席，但是直至赛季结束也没有得到上场机会。这个赛季，多纳鲁马还跳级入选意大利U17国家队，参加了歐洲U-17足球錦標賽。2015年3月31日，多纳鲁马与米兰俱乐部签订了一份新的合同，合同期至2018年。2015年4月，他的经纪人米诺·拉约拉声称，如果是在马德里竞技、阿贾克斯或是其他以青训闻名的球队，多纳鲁马早已进入一队踢球。
2015年夏季的备战中，多纳鲁马数次代表米兰出场。米兰青训主管菲利波·加利称他很有天赋。7月30日在中国上海举行的国际冠军杯米兰与皇家马德里的比赛，多纳鲁马首次代表米兰一线队比赛。比赛的第73分钟，多纳鲁马替换迭戈·洛佩斯出场。
2015至2016赛季意甲联赛，米兰开局不佳，前8轮比赛仅赢了3场。第9轮客场与薩斯索羅的比赛前，媒体传言AC米蘭教練米赫洛域将弃用此前8轮联赛的主力门将迭戈·洛佩斯。10月25日，年僅16歲8個月6天的當拿隆馬首发出战薩斯索羅，球队以2比1取胜。赛后，米赫洛域和迭戈·洛佩斯都称赞了多纳鲁马的表现。这场比赛之后，多纳鲁马成为了意甲史上最年轻的首发门将。代表米兰俱乐部出战联赛的最年轻的门将是朱赛佩·萨基（Giuseppe Sacchi），他在1942年米兰1比3输给佛罗伦萨的比赛中替补出场，当时的年龄是16岁7个月24天，那场比赛也是他为米兰踢的唯一一场正式比赛。意甲联赛最年轻门将的纪录保持者是詹卢卡·帕基亚罗蒂，1980年3月9日佩斯卡拉0比1输给佩鲁贾的比赛中，他替补出场踢完了比赛的最后10分钟，那时他的年龄只有16岁6个月16天。此后多纳鲁马成为米兰的联赛主力门将，赛季联赛出场30次。
2016至2017赛季伊始，當拿隆馬繼續擔任米蘭正選門將。聯賽第一輪與拖連奴的比赛，當拿隆馬未段撲出十二碼確保了球隊的勝利。自此，他又創造了一項纪錄：意甲史上第一位撲出十二碼的未成年人。期後，米蘭於該賽季第四至第六輪賽時，防守上均成功零封對手，多纳鲁马帮助球队自2012至2013年度賽季後首次三輪比賽得到7個聯賽積分而得以重返聯賽榜前列前置。截至第八輪聯賽擊敗基爾禾後，AC米蘭已獲得16個聯賽積分重返前三位置，同時隨著中資進注AC米蘭的交易漸漸塵埃落定後，當拿隆馬與球隊續約的進度亦成為球迷的焦點。最後，米蘭於該球季以積分榜第六名衝線，並隨著意大利盃決賽由兩支前五球隊祖雲達斯及拉素於決賽撞頭，米蘭亦得以奪得來季歐霸盃的資格賽參賽席位，事隔三個球季重回歐洲賽場。再加上季中擊敗領頭羊祖雲達斯奪得意大利超級盃，一眾米蘭球迷都認為是主教練蒙迪拿及一眾新晉球員的功勞，當拿隆馬的表現尤其出色及穩定。而根據當拿隆馬的經紀人拉伊奧拉表示，僅剩一年合同的當拿隆馬已經引起包括皇家馬德里、曼聯、曼城、車路士、祖雲達斯等眾多豪門球會關注。2017年6月14日，正受邀為雜誌擔任模特兒而拍攝的當拿隆馬打破沉默，向媒體親承自己及家人的首選是希望與AC米蘭續約並長期留效，唯合約細節仍要交由經紀人拉伊奧拉與會方洽談（主要涉及解約金金額）。
在2018-19赛季雷纳到来之后，主教练加图索宣布，两位门将将在俱乐部的各项比赛中分享首发门将的角色，多纳鲁马在意甲联赛中首发，而雷纳在歐霸盃中首发。

### 巴黎聖日耳曼
2021年7月15日，多納魯馬正式加盟法甲俱樂部巴黎圣日耳曼，並簽訂了一份為期五年的合約，至2026年6月30日。
2021年11月29日，多納魯馬贏得了雅辛獎，該獎盃授予了當年表現最佳的門將。
2025年8月11日，多纳鲁马没有入选巴黎圣日耳曼2025年欧洲超级杯大名单，但是巴黎聖日耳曼的新门将入選。第二天，多纳鲁马宣佈自己離隊。

## 国家队
入选成年国家队之前，多纳鲁马曾先后代表意大利U15、U16、U17、U21国家队比赛。2014年2月11日，意大利U15国家队客场3比3战平比利时U15国家队的友谊赛中，多纳鲁马首次代表意大利U15队出战。他一共代表意大利U15出场4次，全是友谊赛。他很快升入意大利U16国家队。同年的9月9日，意大利U16客场2比1击败瑞士U16国家队的比赛中，多纳鲁马第一次代表意大利U16国家队出场。2014年9月，他在意大利U16国家队共打了3场比赛，这3场比赛都是友谊赛。2014年10月，15岁的多纳鲁马进入意大利U17国家队，出战2015年歐洲U-17足球錦標賽外围赛。他打满了外围赛小组赛第一阶段的三场比赛，其中10月15日3比0战胜亚美尼亚U17国家队的比赛是他第一次代表意大利U17国家队上场。外围赛小组赛第二阶段的比赛，多纳鲁马没有进入球队名单。意大利U17国家队顺利晋级正赛，多纳鲁马打满了正赛阶段意大利U17队全部5场比赛。2015年11月，年仅16岁的多纳鲁马被召入意大利U21国家队。2016年3月24日，意大利U21国家队与爱尔兰U21的比赛中，多纳鲁马首发出场，成为意大利U21国家队史上最年轻的上场球员，这时他只有17岁28天。
2016年8月27日，多纳鲁马首次入选意大利国家足球队。他因此成为1911年之后意大利国家队召入的最年轻的球员。9月1日，意大利队与法国队的友谊赛上，多纳鲁马替补出场，换下布冯。这是他第一次代表意大利成年国家队亮相，他成了意大利国家队史上最年轻的出场门将。
多納魯馬參加了2020年歐洲國家盃。2021年7月11日，多納魯馬在歐洲國家盃，對上英格蘭的冠軍賽中，於PK戰撲出两個關鍵球，讓義大利再度奪得冠軍，這是多納魯馬的封神之戰。多納魯馬也因此獲得2020歐洲國家盃的最有價值球員。7月13日，多納魯馬當選2020年歐洲國家盃最佳陣容。

## 榮譽

### 球會
AC米兰
- 義大利超級盃冠軍：2016

 巴黎圣日耳曼
- 法國甲組足球聯賽冠军: 2021-22、2022-23、2023–24[23]、2024–25
- 法國超級杯冠军：2022、2023、2024
- 法國杯冠軍：2024
- 欧洲冠军联赛冠軍：2024-25

### 國家隊
義大利
- 歐洲國家盃冠軍：2020[24]

### 個人
- Gazzetta Sports Awards Rivelazione dell'anno：2016[25]
- Goal.com NxGn：2017[26]
- AIC意甲最佳陣容：2019–20
- AIC意甲最佳門將：2020
- 意甲最佳門將：2020–21
- 歐洲國家盃最佳球员奖：2020[27]
- 歐洲國家盃最佳陣容：2020[22]
- 雅辛獎：2021[14]
- 法甲最佳門將：2023-2024

### 勳章
- 5級／騎士－意大利共和國功勳騎士勳章：2021[28]

## 外部連結
- Soccerway資料庫：基安盧基·當拿隆馬
- 基安盧基·當拿隆馬在FootballDatabase.eu中的档案
- Gianluigi Donnarumma （页面存档备份，存于） at FICG.it （義大利語）